# Bancnote euro
Euro (EUR sau €) este moneda comună pentru majoritatea națiunilor europene din Uniunea Europeană. Bancnotele și monedele Euro au intrat în circulație pe 1 ianuarie 2002, deși valuta însăși a apărut în mod formal pe 1 ianuarie 1999. De la 1 ianuarie 2014, euro este monedă oficială unică folosită în optsprezece state membre ale Uniunii Europene, precum și în alte patru mici state europene (Andorra, Monaco, San-Marino, Vatican, Muntenegru și Kosovo).
Există câteva denominații distincte, fiecare având culoare și mărime diferită. Desenele pentru fiecare dintre ele au o temă comună evoluția arhitecturii europene în diverse perioade artistice. Partea frontală (sau recto) a bancnotei conține ferestre și porți (simboluri ale deschiderii), în timp ce pe verso se găsesc poduri (simboluri ale unirii „popoarelor europene între ele și a Europei cu restul lumii”). S-a avut grijă ca exemplele arhitecturale să nu reprezinte nici un monument existent la această oră, pentru a nu apărea controverse în alegerea monumentelor ce trebuiau reprezentate.
Comune pentru toate bancnotele sunt Steagul european, inițialele Băncii Centrale Europene în cinci versiuni (BCE, ECB, EZB, ΕΚΤ, EKP), o hartă a Europei pe verso, numele „euro” (în alfabetele grecesc și latin) și semnătura președintelui în exercițiu al BCE. Cele 12 stele ale UE sunt încorporate în fiecare bancnotă, cu desene realizate de artistul austriac Robert Kalina, angajat al Österreichische Nationalbank (în română, Banca Națională Austriacă). Pentru alegerea desenelor fusese organizat un concurs, iar Consiliul European de la Dublin din decembrie 1996, a anunțat numele artistului câștigător. Valorile nominale ale bancnotelor se eșalonează între 5 € și 500 €.
| Denominație | Dimensiuni  | Culoarea dominantă | Arhitectură     | Perioadă                      | Poziția codului imprimeriei              |
| ----------- | ----------- | ------------------ | --------------- | ----------------------------- | ---------------------------------------- |
| € 5         | 120 x 62 mm | Gri                | Clasic          | secolul V                     | marginea din stânga a imaginii           |
| € 10        | 127 x 67 mm | Roșu               | Romanic         | secolul XI și secolul XII     | stea la ora 8                            |
| € 20        | 133 x 72 mm | Albastru           | Gotic           | secolul XIII și secolul XIV   | stea la ora 9                            |
| € 50        | 140 x 77 mm | Portocaliu         | Renaștere       | secolul XV și secolul XVI     | marginea din dreapta a imaginii          |
| € 100       | 147 x 82 mm | Verde              | Baroc și Rococo | secolul XVII și secolul XVIII | în dreapta stelei de la ora 9            |
| € 200       | 153 x 82 mm | Galben-Maro        | Fier și sticlă  | secolul XIX și secolul XX     | între steaua la ora 7 și cea de la ora 8 |
| € 500       | 160 x 82 mm | Mov                | Modern          | secolul XX și secolul XXI     | stea la ora 9                            |

| Față (recto) | Valoare | Spate (verso) |
| ------------ | ------- | ------------- |
|              | € 5     |               |
|              | € 10    |               |
|              | € 20    |               |
|              | € 50    |               |
|              | € 100   |               |
|              | € 200   |               |
|              | € 500   |               |

Spre deosebire de monedele euro, bancnotele euro nu au o față națională ca să indice de unde provin. Această informație este însă conținută într-un cod de pe reversul biletului. Prima literă indică în mod unic țara în care a fost emisă, numerele rămase (adunate apoi și cifrele sumei și readunate până ce rămâne o singură cifră) dând o cifră de verificare unică pentru acea țară. Codurile W, K și J au fost rezervate pentru statele membre UE care deocamdată nu participă la euro.

Undeva pe partea frontală a biletelor există o secvență în care prima literă identifică chiar imprimeria ce a tipărit biletul. Codul imprimeriei nu trebuie să coincidă cu codul de țară, pentru că se poate ca bancnotele emise într-o anumită țară să fi fost imprimate într-o alta (de exemplu unele bancnote finlandeze au fost produse de o imprimerie din Regatul Unit). Codurile A, C și S au fost rezervate pentru imprimeriile care în prezent nu imprimă bancnote euro.

| Cod | Țară            | Suma |
| --- | --------------- | ---- |
| Z   | Belgia          | 9    |
| Y   | Grecia          | 1    |
| X   | Germania        | 2    |
| (W) | (Danemarca)     | (3)  |
| V   | Spania          | 4    |
| U   | Franța          | 5    |
| T   | Irlanda         | 6    |
| S   | Italia          | 7    |
| R   | Luxemburg       | 8    |
| (Q) | Nu este folosit | (9)  |
| P   | Țările de Jos   | 1    |
| (O) | Nu este folosit | (2)  |
| N   | Austria         | 3    |
| M   | Portugalia      | 4    |
| L   | Finlanda        | 5    |
| (K) | (Suedia)        | (6)  |
| (J) | (Regatul Unit)  | (7)  |

| Cod | Imprimerie                                     | Locul            | Țară           |
| --- | ---------------------------------------------- | ---------------- | -------------- |
| (A) | (Bank of England Printing Works)               | (Loughton)       | (Regatul Unit) |
| (B) | Nu este folosit                                | ---              | ---            |
| (C) | (AB Tumba Bruk)                                | (Tumba)          | (Suedia)       |
| D   | Setec Oy                                       | Vantaa           | Finlanda       |
| E   | F. C. Oberthur                                 | Chantepie        | Franța         |
| F   | Österreichische Banknoten und Sicherheitsdruck | Viena            | Austria        |
| G   | Johan Enschedé & Zn.                           | Haarlem          | Țările de Jos  |
| H   | Thomas de la Rue                               | Gateshead        | Regatul Unit   |
| (I) | Nu este folosit                                | ---              | ---            |
| J   | Banca d'Italia                                 | Roma             | Italia         |
| K   | Central Bank of Ireland                        | Dublin           | Irlanda        |
| L   | Banque de France                               | Chamalières      | Franța         |
| M   | Fábrica Nacional de Moneda y Timbre            | Madrid           | Spania         |
| N   | Bank of Greece                                 | Atena            | Grecia         |
| (O) | Nu este folosit                                | ---              | ---            |
| P   | Giesecke & Devrient                            | München & Lipsca | Germania       |
| (Q) | Nu este folosit                                | ---              | ---            |
| R   | Bundesdruckerei                                | Berlin           | Germania       |
| (S) | (Danmarks Nationalbank)                        | (Copenhagen)     | (Danemarca)    |
| T   | Banque Nationale de Belgique                   | Bruxelles        | Belgia         |
| U   | Valora                                         | Carregado        | Portugalia     |

Începând cu 2002, băncile naționale individuale sunt responsabile pentru producerea uneia sau a două bancnote anume și de aceea va selecta lucrările de imprimare. Aceste scheme de decizii descentralizate înseamnă că băncile centrale trebuie să schimbe între ele denominațiile produse în diferite locații înainte de ieșire. 